# Кудрявцев, Николай Галактионович
Николай Галактионович Кудрявцев (2 [14] февраля 1856, Петергоф, Санкт-Петербургская губерния — 19 июля 1941, Хельсинки) — российский и финский архитектор, строивший здания в Санкт-Петербурге и его окрестностях, в частности, в Луге.

## Биография
Представитель династии архитекторов Кудрявцевых. Подданный Великого княжества Финляндского. Его дед Андрей Минеевич Кудрявцев был плотником, отец Галактион Андреевич — подрядчиком и известным петербургским архитектором. Сам Николай, родившийся в 1856 году, продолжил семейное дело.
Получил домашнее образование. В 1872 году поступил в Петербургское строительное училище, которое окончил в 1877 году со званием архитекторского помощника и правом на чин X класса. За отличие в учёбе был занесён на мраморную доску училища. 
Начал службу при Техническо-строительном комитете Министерства внутренних дел. С 1878 по 1886 год был техником Санкт-петербургской городской управы, с 1885 года состоял членом оценочной комиссии городского кредитного общества, а также гласным городской думы (с 1889 года) и кандидатом в распорядители Санкт-петербургского общества взаимного от огня страхования. Член Петербургского общества архитекторов (с 1879 года).
Автор и составитель различных профессиональных изданий. В 1880 году издал курс по отоплению и вентиляции, читанный профессором С. Б. Лукашевичем в Институте гражданских инженеров. В 1889 году издал составленную им справочную книгу «для домовладельцев» по проведению строительных работ.
Владел несколькими доходными домами в Санкт-Петербурге (согласно адресно—справочной книге «Весь Петроград» на 1917 год — четырьмя), проживал в собственном доме по адресу 4-я Рота, 12. После революции как домовладелец был лишён гражданских прав и выслан из Петрограда. Жил в усадьбе Кудрявцево в окрестностях города Луги, которая была полностью разорена в годы Гражданской войны. После окончания войны Кудрявцев продолжал жить в СССР. Его неоднократно арестовывали ГПУ/НКВД СССР. 
В 1937 году архитектор с семьёй эмигрировал в Финляндию, гражданином которой он оставался. Впоследствии к нему переехал сын Иван, также ставший архитектором и построивший много православных храмов на территории Финляндии.
Скончался 19 июля 1941 года, похоронен в семейном захоронении на Ильинском православном кладбище Хельсинки.

## Проекты и постройки

### Санкт-Петербург
- Деревянный флигель. Рижский проспект, 48 (1881, не сохранился)[1][3].
- Жилой дом со службами. Московский проспект, 86—88 (1882, не сохранился)[4].
- Жилой дом со службами. Рижский проспект, 66 (1883, не сохранился)[1][5].
- Прачечная. Улица Марата, 63 (1883, не сохранилось)[6].
- Служебный флигель. Малый проспект Васильевского острова, 9 (1884, не сохранился)[7].
- Усадьба И. А. Хрущева (2 дома). Петергоф, Правленская улица, 16—18 / Санкт-Петербургский проспект, 40 (1870-е—1880-е, совместно с М. Ф. Андерсиным)[8][9].
- Доходный дом (дворовые корпуса). Коломенская улица, 8 (1896)[10].
- Особняк и доходный дом Н. Г. Кудрявцева. улица Егорова, 11 / 4-я Красноармейская улица, 12 (1882, 1897)[11].
- Доходный дом. 7-я Красноармейская улица, 17 (1905)[12].
- Доходный дом. 7-я Красноармейская улица, 9 / улица Егорова, 22 (1908)[13].
- Здание приюта церкви Святой Екатерины (расширение). Курляндская улица, 29 (1904—1910)[14].
- Дом Е. Т. Кудрявцевой (перестройка). Большая Морская улица, 8 / Набережная реки Мойки, 53 (1910—1911, 1912)[15][16].
- Дом Общества вспоможения бедным в приходе Троицкого собора. Якобштадтский переулок, 9 / 10-я Красноармейская улица, 3 (1896)[17].
- Деревянная дача. Петергоф, Зверинская улица, 9 (не сохранилась)[1].
- Жилой дом. Старо-Петергофский проспект, 20 (не сохранился)[1].
- Жилой дом. Старо-Петергофский проспект, 8[1].
- Здания лакового завода братьев Васильевых на Резвом острове[1].
- Жилой дом. Лермонтовский проспект, 45[1].
- Флигель. 3-я линии Васильевского острова, 62 (не сохранился)[1].
- Комплекс зданий завода Облова. Старо-Петергофский проспект, 17 (не сохранились)[1].
- Флигель. Можайская улица, 49 (не сохранился)[1].

### Другие места
- Деревянные дачи Дурдина в Териоках.
- Казанский собор в Луге (1901—1904).
- Жилые здания и церковно-приходская школа в Луге.
- Комплекс зданий в имении «Ведрово», Лужский район[18].